# Gene Green
Raymond Eugene Green  dit Gene Green est un homme politique américain né le 17 octobre 1947 à Houston. Membre du Parti démocrate, il est élu pour le Texas à la Chambre des représentants des États-Unis de 1993 à 2013.

## Biographie
Gene Green est originaire de Houston. Diplômé de l'université de Houston en 1971, il devient avocat.
Il est élu à la Chambre des représentants du Texas en 1973 puis au Sénat de l'État à partir de 1985.
En 1992, il se présente à la Chambre des représentants des États-Unis dans le 29e district du Texas (Houston est). Nouvellement créée, cette circonscription est dessinée pour représenter la communauté hispanique, majoritaire à 60 %. Vainqueur de la primaire démocrate face au conseiller municipal de Houston Ben Reyes, Green est élu représentant en rassemblant 64,9 % des voix face au républicain Clark Ervin. Pendant vingt ans, il est réélu tous les deux ans avec toujours plus de 64 % des suffrages. Durant le 110e congrès, il préside la commission de la Chambre des représentants sur les questions d'éthique (Committee on Standards of Official Conduct (en)).
Lors des élections de 2016, pour la première fois depuis 1996, il n'est pas le seul candidat de la primaire démocrate. Dans un district où les hispaniques représentent désormais 76 % de la population, il affronte notamment Adrian Garcia, ancien shériff du comté de Harris. Si Garcia estime être le plus à même de représenter le district, Green met en avant ses combats en faveur des immigrés et des travailleurs. Le sortant remporte facilement la primaire avec environ 57 % des voix. Il est largement réélu lors de l'élection générale.
En novembre 2017, il annonce qu'il ne sera pas candidat à un nouveau mandat en 2018. Pour lui succéder, il soutient la sénatrice Sylvia Garcia, qui s'était placée en 3e position de la primaire en 1992.